# Olympische Sommerspiele 2008/Baseball (Qualifikation)
Bei den XXIX. Olympischen Sommerspielen 2008 in Peking wurde ein Wettbewerb im Baseball mit acht Herrenmannschaften ausgetragen.
Neben der Volksrepublik China, dem Gastgeber, wurden vier Plätze in regionalen Qualifikationsturnieren vergeben: zwei Mannschaften aus Amerika, eine aus Asien und eine aus Europa. Über die restlichen drei Teilnehmer entschied ein Qualifikationsturnier vom 7. bis 14. März 2008.
Folgende Mannschaften haben sich für das Turnier qualifiziert:
| - Volksrepublik China - Niederlande | - Vereinigte Staaten - Kanada | - Kuba - Südkorea | - Japan - Chinesisch Taipeh |

## Regionale Turniere

### Amerika
Vom 25. August 2006 bis zum 5. September 2006 fand in der kubanischen Hauptstadt Havanna das amerikanische Qualifikationsturnier mit zwölf Mannschaften statt. Von diesen qualifizierten sich zwei direkt für den Wettbewerb in Peking. Austragungsorte der Spiele waren die drei Stadien „Latinoamericano“, „Santiago Mederos“ und „Nelson Fernández“.

#### Vorrunde

##### Gruppe A
In Gruppe A qualifizierten sich nach 15 Spielen die Mannschaften aus Kuba, Panama, Nicaragua und der Dominikanischen Republik für die Finalrunde. Kolumbien (mit nur einem Sieg) und Ecuador (ohne Sieg) schieden aus.
| Spiel | Datum                 | Stadion          | Begegnung               | Begegnung | Begegnung               | Ergebnis |
| ----- | --------------------- | ---------------- | ----------------------- | --------- | ----------------------- | -------- |
| 1     | 25.08.2006, 21:00 Uhr | Latinoamericano  | Kuba                    | -         | Kolumbien               | 14:0     |
| 2     | 26.08.2006, 10:00 Uhr | Santiago Mederos | Nicaragua               | -         | Ecuador                 | 11:01    |
| 3     | 26.08.2006, 14:00 Uhr | Latinoamericano  | Panama                  | -         | Dominikanische Republik | 03:02    |
| 7     | 27.08.2006, 10:00 Uhr | Santiago Mederos | Kolumbien               | -         | Nicaragua               | 00:04    |
| 8     | 27.08.2006, 10:00 Uhr | Nelson Fernández | Dominikanische Republik | -         | Ecuador                 | 13:01    |
| 9     | 27.08.2006, 10:00 Uhr | Latinoamericano  | Kuba                    | -         | Panama                  | 07:06    |
| 13    | 28.08.2006, 10:00 Uhr | Santiago Mederos | Ecuador                 | -         | Kolumbien               | 05:09    |
| 14    | 28.08.2006, 10:00 Uhr | Nelson Fernández | Nicaragua               | -         | Panama                  | 01:03    |
| 18    | 28.08.2006, 14:00 Uhr | Latinoamericano  | Dominikanische Republik | -         | Kuba                    | 03:17    |
| 19    | 29.08.2006, 10:00 Uhr | Santiago Mederos | Ecuador                 | -         | Panama                  | 03:15    |
| 20    | 29.08.2006, 10:00 Uhr | Nelson Fernández | Kolumbien               | -         | Dominikanische Republik | 03:09    |
| 24    | 29.08.2006, 20:00 Uhr | Latinoamericano  | Nicaragua               | -         | Kuba                    | 00:11    |
| 25    | 30.08.2006, 10:00 Uhr | Santiago Mederos | Panama                  | -         | Kolumbien               | 11:03    |
| 26    | 30.08.2006, 10:00 Uhr | Nelson Fernández | Dominikanische Republik | -         | Nicaragua               | 04:06    |
| 30    | 30.08.2006, 20:00 Uhr | Latinoamericano  | Kuba                    | -         | Ecuador                 | 15:01    |

(Alle Zeiten sind Ortszeit)

##### Gruppe B
In Gruppe B qualifizierten sich nach 15 Spielen die Mannschaften aus den Vereinigten Staaten, Mexiko, Kanada und Venezuela für die Finalrunde. Puerto Rico und Brasilien mit jeweils nur einem Sieg schieden aus.
| Spiel | Datum                 | Stadion          | Begegnung          | Begegnung | Begegnung          | Ergebnis |
| ----- | --------------------- | ---------------- | ------------------ | --------- | ------------------ | -------- |
| 4     | 26.08.2006, 14:00 Uhr | Santiago Mederos | Brasilien          | -         | Mexiko             | 01:02    |
| 5     | 26.08.2006, 14:00 Uhr | Nelson Fernández | Puerto Rico        | -         | Venezuela          | 01:02    |
| 6     | 26.08.2006, 20:00 Uhr | Latinoamericano  | Vereinigte Staaten | -         | Kanada             | 09:03    |
| 10    | 27.08.2006, 14:00 Uhr | Santiago Mederos | Kanada             | -         | Puerto Rico        | 06:05    |
| 11    | 27.08.2006, 14:00 Uhr | Nelson Fernández | Mexiko             | -         | Venezuela          | 05:04    |
| 12    | 27.08.2006, 14:00 Uhr | Latinoamericano  | Vereinigte Staaten | -         | Brasilien          | 08:07    |
| 15    | 28.08.2006, 10:00 Uhr | Latinoamericano  | Venezuela          | -         | Kanada             | 05:07    |
| 16    | 28.08.2006, 14:00 Uhr | Santiago Mederos | Brasilien          | -         | Puerto Rico        | 06:10    |
| 17    | 28.08.2006, 14:00 Uhr | Nelson Fernández | Mexiko             | -         | Vereinigte Staaten | 03:15    |
| 21    | 29.08.2006, 14:00 Uhr | Santiago Mederos | Kanada             | -         | Mexiko             | 01:02    |
| 22    | 29.08.2006, 14:00 Uhr | Nelson Fernández | Puerto Rico        | -         | Vereinigte Staaten | 02:05    |
| 23    | 29.08.2006, 14:00 Uhr | Latinoamericano  | Venezuela          | -         | Brasilien          | 05:10    |
| 27    | 30.08.2006, 14:00 Uhr | Santiago Mederos | Kanada             | -         | Brasilien          | 07:03    |
| 28    | 30.08.2006, 14:00 Uhr | Nelson Fernández | Vereinigte Staaten | -         | Venezuela          | 09:12    |
| 29    | 30.08.2006, 14:00 Uhr | Latinoamericano  | Mexiko             | -         | Puerto Rico        | 08:07    |

(Alle Zeiten sind Ortszeit)

#### Finalrunde
In der Tabelle für die Finalrunde zählten auch alle Spiele, die in der Vorrunde gegen Mannschaften absolviert wurden, die auch die Finalrunde erreichten. Die Begegnung Venezuela gegen Nicaragua musste am 3. September wegen Regen abgesagt werden und wurde einen Tag später ausgetragen.
Nach insgesamt 16 Finalrundenspielen qualifizierten sich die Vereinigten Staaten und Kuba direkt für den olympischen Wettkampf. Für das abschließende Qualifikationsturnier im März 2008 qualifizierten sich Mexiko und Kanada.
| Spiel | Datum                 | Stadion          | Begegnung               | Begegnung | Begegnung               | Ergebnis |
| ----- | --------------------- | ---------------- | ----------------------- | --------- | ----------------------- | -------- |
| 31    | 01.09.2006, 14:00 Uhr | Santiago Mederos | Kanada                  | -         | Panama                  | 15:12    |
| 32    | 01.09.2006, 14:00 Uhr | Latinoamericano  | Vereinigte Staaten      | -         | Dominikanische Republik | 12:02    |
| 33    | 01.09.2006, 20:00 Uhr | Nelson Fernández | Mexiko                  | -         | Nicaragua               | 02:0     |
| 34    | 01.09.2006, 20:00 Uhr | Latinoamericano  | Venezuela               | -         | Kuba                    | 01:10    |
| 35    | 02.09.2006, 14:00 Uhr | Santiago Mederos | Panama                  | -         | Venezuela               | 02:06    |
| 36    | 02.09.2006, 14:00 Uhr | Nelson Fernández | Dominikanische Republik | -         | Mexiko                  | 04:05    |
| 37    | 02.09.2006, 20:00 Uhr | Nelson Fernández | Nicaragua               | -         | Vereinigte Staaten      | 02:05    |
| 38    | 02.09.2006, 20:00 Uhr | Latinoamericano  | Kuba                    | -         | Kanada                  | 09:0     |
| 40    | 03.09.2006, 14:00 Uhr | Nelson Fernández | Kanada                  | -         | Dominikanische Republik | 13:01    |
| 41    | 03.09.2006, 20:00 Uhr | Nelson Fernández | Vereinigte Staaten      | -         | Panama                  | 11:05    |
| 42    | 03.09.2006, 20:00 Uhr | Latinoamericano  | Mexiko                  | -         | Kuba                    | 00:04    |
| 39    | 04.09.2006, 10:00 Uhr | Santiago Mederos | Venezuela               | -         | Nicaragua               | 05:06    |
| 43    | 05.09.2006, 10:00 Uhr | Santiago Mederos | Dominikanische Republik | -         | Venezuela               | 02:08    |
| 44    | 05.09.2006, 10:00 Uhr | Nelson Fernández | Nicaragua               | -         | Kanada                  | 01:03    |
| 45    | 05.09.2006, 10:00 Uhr | Latinoamericano  | Panama                  | -         | Mexiko                  | 07:10    |
| 46    | 05.09.2006, 20:00 Uhr | Latinoamericano  | Kuba                    | -         | Vereinigte Staaten      | 05:08    |

(Alle Zeiten sind Ortszeit)

### Asien
Vom 1. Dezember 2007 bis zum 3. Dezember 2007 fand in Taipeh, der Hauptstadt der Republik China (Taiwan), das asiatische Qualifikationsturnier mit vier Mannschaften statt, um einen festen asiatischen Teilnehmer (neben Gastgeber China) zu bestimmen. Für dieses Qualifikationsturnier wurden die Mannschaften aus der Republik China, Japan und Südkorea gesetzt. Als vierter Teilnehmer setzten sich die Philippinen in einer Vor-Qualifikation vom 26. November bis zum 28. November gegen Hongkong, Thailand und Pakistan durch.
| Spiel | Datum                 | Stadion  | Begegnung         | Begegnung | Begegnung         | Ergebnis |
| ----- | --------------------- | -------- | ----------------- | --------- | ----------------- | -------- |
| 1     | 01.12.2007, 13:00 Uhr | Taichung | Chinesisch Taipeh | -         | Südkorea          | 02:05    |
| 2     | 01.12.2007, 18:00 Uhr | Taichung | Japan             | -         | Philippinen       | 10:0     |
| 3     | 02.12.2007, 13:00 Uhr | Taichung | Philippinen       | -         | Chinesisch Taipeh | 00:09    |
| 4     | 02.12.2007, 18:00 Uhr | Taichung | Südkorea          | -         | Japan             | 03:04    |
| 5     | 03.12.2007, 13:00 Uhr | Taichung | Südkorea          | -         | Philippinen       | 13:01    |
| 6     | 03.12.2007, 18:00 Uhr | Taichung | Chinesisch Taipeh | -         | Japan             | 02:10    |

(Alle Zeiten sind Ortszeit)

### Europa
Vom 7. September 2007 bis zum 16. September 2007 fand in der katalanischen Stadt Barcelona das europäische Qualifikationsturnier mit zwölf Mannschaften statt. Von diesen qualifizierte sich eine direkt für den Wettbewerb in Peking. Austragungsorte der Spiele waren die drei Stadien „Montjuïc“, „Viladecans“ und „Sant Boi“. Hierbei handelte es sich gleichzeitig auch um die Baseball-Europameisterschaft.

#### Vorrunde

##### Gruppe A
In Gruppe A qualifizierten sich nach 15 Spielen die Mannschaften aus den Niederlanden, Deutschland und Schweden für die Finalrunde. Nicht in die nächste Runde konnten Kroatien, Österreich und Tschechien einziehen.
Tschechien hatte ursprünglich zwei Siege, diese wurden jedoch nachträglich mit 9:0 für die Gegner gewertet. Grund dafür war, dass für drei Spieler der Major League Baseball in der tschechischen Mannschaft nicht die notwendigen Spielberechtigungen vorlagen.

##### Gruppe B
In Gruppe B qualifizierten sich nach 15 Spielen die Mannschaften aus dem Vereinigten Königreich, Spanien und Frankreich für die Finalrunde. Überraschend konnte sich die italienische Mannschaft, die bei der Europameisterschaft 2005 noch die Silbermedaille gewann, nicht für die Finalrunde qualifizieren und beendete das Turnier auf dem siebten Platz. Auch die Ukraine und Russland konnten nicht in die nächste Runde einziehen.

#### Finalrunde
In der Tabelle für die Finalrunde zählten auch alle Spiele, die in der Vorrunde gegen Mannschaften absolviert wurden, die auch die Finalrunde erreichten. Nach insgesamt neun Finalrundenspielen errang die niederländische Mannschaft ihren bereits 20. Europameistertitel und qualifizierte sich direkt für den olympischen Wettkampf. Für das abschließende Qualifikationsturnier im März 2008 waren das Vereinigte Königreich und Spanien zugelassen. Da das Vereinigte Königreich verzichtete, startete dort Deutschland.

## Qualifikationsturnier
An dem abschließenden Qualifikationsturnier, das vom 7. bis 14. März 2008 stattfand, nahmen acht Mannschaften teil, von denen sich die drei Besten für den olympischen Wettbewerb qualifizierten. Teilnehmer hierbei waren:
- Gewinner der Kontinentalmeisterschaft 2007 aus Afrika:  Südafrika
- Gewinner der Kontinentalmeisterschaft 2007 aus Ozeanien:  Australien
- Drittplatzierter des amerikanischen Qualifikationsturniers:  Mexiko
- Viertplatzierter des amerikanischen Qualifikationsturniers:  Kanada
- Zweitplatzierter des asiatischen Qualifikationsturniers:  Südkorea
- Drittplatzierter des asiatischen Qualifikationsturniers:  Chinesisch Taipeh
- Zweitplatzierter des europäischen Qualifikationsturniers:  Großbritannien (zurückgezogen), ersetzt durch  Deutschland
- Drittplatzierter des europäischen Qualifikationsturniers:  Spanien

Kanada beendete das Turnier als Sieger vor Südkorea und der Republik China. Die deutsche Mannschaft konnte sich zwar als insgesamt zweitbeste europäische Mannschaft in Szene setzen und gewann sowohl gegen Südafrika als auch gegen Spanien. Gegen Kanada gelang ein Achtungserfolg, als man erst nach dem zehnten Inning knapp mit 1:2 unterlag.
| Spiel | Datum                 | Stadion          | Begegnung         | Begegnung | Begegnung         | Ergebnis     |
| ----- | --------------------- | ---------------- | ----------------- | --------- | ----------------- | ------------ |
| 1     | 07.03.2008, 12:30 Uhr | Intercontinental | Südafrika         | -         | Südkorea          | 00:05        |
| 2     | 07.03.2008, 12:30 Uhr | Tou-Liou         | Mexiko            | -         | Kanada            | 10:15        |
| 3     | 07.03.2008, 19:00 Uhr | Intercontinental | Chinesisch Taipeh | -         | Spanien           | 13:03        |
| 4     | 08.03.2008, 18:30 Uhr | Tou-Liou         | Deutschland       | -         | Australien        | 01:04        |
| 5     | 08.03.2008, 12:30 Uhr | Intercontinental | Kanada            | -         | Südafrika         | 10:0         |
| 6     | 08.03.2008, 12:30 Uhr | Tou-Liou         | Mexiko            | -         | Chinesisch Taipeh | 01:06        |
| 7     | 08.03.2008, 18:30 Uhr | Intercontinental | Südkorea          | -         | Australien        | 16:02        |
| 8     | 09.03.2008, 18:30 Uhr | Tou-Liou         | Spanien           | -         | Deutschland       | 00:01        |
| 9     | 09.03.2008, 12:30 Uhr | Intercontinental | Deutschland       | -         | Chinesisch Taipeh | 00:02        |
| 10    | 09.03.2008, 12:30 Uhr | Tou-Liou         | Australien        | -         | Kanada            | 10:05        |
| 11    | 09.03.2008, 18:30 Uhr | Intercontinental | Südafrika         | -         | Spanien           | 01:02        |
| 12    | 10.03.2008, 18:30 Uhr | Tou-Liou         | Südkorea          | -         | Mexiko            | 06:01        |
| 13    | 10.03.2008, 12:30 Uhr | Intercontinental | Deutschland       | -         | Südafrika         | 04:03        |
| 14    | 10.03.2008, 12:30 Uhr | Tou-Liou         | Spanien           | -         | Südkorea          | 05:14        |
| 15    | 10.03.2008, 18:30 Uhr | Intercontinental | Chinesisch Taipeh | -         | Kanada            | 05:06 (10th) |
| 16    | 11.03.2008, 18:30 Uhr | Tou-Liou         | Australien        | -         | Mexiko            | 04:07        |
| 17    | 12.03.2008, 12:30 Uhr | Intercontinental | Südkorea          | -         | Deutschland       | 12:01        |
| 18    | 12.03.2008, 12:30 Uhr | Tou-Liou         | Kanada            | -         | Spanien           | 11:0         |
| 19    | 12.03.2008, 18:30 Uhr | Intercontinental | Mexiko            | -         | Südafrika         | 050          |
| 20    | 13.03.2008, 18:30 Uhr | Tou-Liou         | Chinesisch Taipeh | -         | Australien        | 05:0         |
| 21    | 13.03.2008, 12:30 Uhr | Intercontinental | Australien        | -         | Spanien           | 09:0         |
| 22    | 13.03.2008, 12:30 Uhr | Tou-Liou         | Deutschland       | -         | Mexiko            | 00:04        |
| 23    | 13.03.2008, 12:30 Uhr | Intercontinental | Kanada            | -         | Südkorea          | 04:03        |
| 24    | 14.03.2008, 18:30 Uhr | Tou-Liou         | Südafrika         | -         | Chinesisch Taipeh | 00:04        |
| 25    | 14.03.2008, 12:30 Uhr | Intercontinental | Spanien           | -         | Mexiko            | 01:02        |
| 26    | 14.03.2008, 12:30 Uhr | Tou-Liou         | Südafrika         | -         | Australien        | 11:13        |
| 27    | 14.03.2008, 18:30 Uhr | Intercontinental | Chinesisch Taipeh | -         | Südkorea          | 03:04        |
| 28    | 14.03.2008, 18:30 Uhr | Tou-Liou         | Deutschland       | -         | Kanada            | 01:02 (10th) |

(Alle Zeiten sind Ortszeit)